# Jan Noha
Jan Noha (9. května 1894 Třebíč – 16. září 1982 Moravec) byl český římskokatolický duchovní.

## Biografie
Jan Noha se narodil v roce 1894 v Třebíči do rodiny kočího, vystudoval gymnázium v Třebíči a nastoupil na biskupský alumnát v Brně, kde vystudoval bohoslovectví. Následně byl v červenci roku 1917 vysvěcen na kněze. Už 1. srpna téhož roku byl jmenován kooperátorem ve farnosti u sv. Martina v Třebíči, kde působil až do roku 1921. Mezi lety 1921 a 1922 vyučoval náboženství na dívčí škole v Třebíči a následně i v Brtnici a od roku 1922 pak působil jako kaplan v Mohelně v roce 1936 se stal farářem v téže farnosti, působil také jako učitel náboženství v Mohelnu, Senoradech a Lhánicích. Během druhé světové války byly v kostele Všech Svatých v Mohelně rekvírovány zvony, za přímluvy Jana Nohy byl ponechán zvon z roku 1612. V roce 1946 inicioval opravu kostela a v roce 1951 nechal opravit i střechu kostela. V Mohelně také daroval peníze na stavbu místního kina. V roce 1928 kandidoval do obecní rady a roku 1929 byl zvolen do školní rady, v letech 1932 až 1960 byl obecním kronikářem.
Od 1. února 1949 působil také jako děkan náměšťského děkanství a o rok později byl jmenován konzervátorem Mohelenské hadcové stepi, posléze si rozdělili starání o step s malířem Svatoplukem Bobešem. V roce 1961 pak byl jmenován moravskobudějovickým arciknězem. V roce 1973 odešel z funkce děkana a o rok později pak rezignoval i na funkci mohelenského faráře. Přestěhoval se do Třebíče a následně do domova pro kněze v Moravci, kde v roce 1982 zemřel.